# Musa ochracea
Musa ochracea là một loài thực vật có hoa trong họ Musaceae. Loài này được K.Sheph. miêu tả khoa học đầu tiên năm 1964.